# Francisco Tapia Greave
Francisco Javier Tapia Greave (Concepción, Chile; 19 de junio de 2001) es un futbolista chileno. Juega como mediocampista en Deportes Concepción de la Segunda División Profesional de Chile.

## Trayectoria
Llegó a Club Deportivo Universidad de Concepción a los 9 años, proveniente del Club Juventud Atlético Puchacay de Nonguén (futbol amateur penquista). 
Debutó profesionalmente el 12 de diciembre de 2020, en el triunfo 3 a 1 del Campanil frente a Audax Italiano por la Campeonato de Primera División
En 2021, frecuento ocasionalmente el equipo titular en Primera B y se consagró campeón de Campeonato Nacional Sub-21 Gatorade, competición en donde marcó 6 goles (máximo goleador del equipo)

## Estadísticas
| Club                              | Div.       | Temporada  | Liga  | Liga  | Copas nacionales | Copas nacionales | Torneos internacionales | Torneos internacionales | Total | Total |
| Club                              | Div.       | Temporada  | Part. | Goles | Part.            | Goles            | Part.                   | Goles                   | Part. | Goles |
| --------------------------------- | ---------- | ---------- | ----- | ----- | ---------------- | ---------------- | ----------------------- | ----------------------- | ----- | ----- |
| Universidad de Concepción · Chile | 2.ª        | 2020       | 1     | 0     | —                | —                | —                       | —                       | 1     | 0     |
| Universidad de Concepción · Chile | 2.ª        | 2021       | 7     | 0     | 1                | 0                | —                       | —                       | 8     | 0     |
| Universidad de Concepción · Chile | 2.ª        | 2022       | 7     | 0     | 3                | 0                | —                       | —                       | 10    | 0     |
| Universidad de Concepción · Chile | Total club | Total club | 15    | 0     | 4                | 0                | 0                       | 0                       | 19    | 0     |
| Deportes Concepción · Chile       | 2.ª        | 2023       | 6     | 0     | —                | —                | —                       | —                       | 6     | 0     |
| Deportes Concepción · Chile       | Total club | Total club | 6     | 0     | 0                | 0                | 0                       | 0                       | 6     | 0     |
| Total club                        | Total club | Total club | 21    | 0     | 4                | 0                | 0                       | 0                       | 25    | 0     |
| 1. 2.                             |            |            |       |       |                  |                  |                         |                         |       |       |

- Datos: Q111721543